# Commedia di Gaetanaccio
La Commedia di Gaetanaccio è una commedia musicale di Luigi Magni, in dialetto romanesco, rappresentata nel 1978 presso il teatro Brancaccio di Roma, con Gigi Proietti.
Narra le vicende di un burattinaio, Gaetanaccio, che vive nella più assoluta povertà per colpa di un governo ingiusto e tirannico.
Le canzoni, pur a volte con musiche allegre, presentano generalmente un fondo amaro, adattandosi alle capacità espressive di Gigi Proietti. I titoli dei dodici brani che compongono l'opera sono: Burattinata, Scusate la domanda, Patisce er core mio, Tango della morte, L'amore è un uccelletto, Ninna Nanna, Me possino..., So' innocente, Me viè da piagne, Notte de senza luna, Me so bevuta fiume, Je damo.
Verrà riproposta da Giorgio Tirabassi (nel ruolo del protagonista), nella stagione 2018/19 del Teatro Eliseo di Roma, per la regia di Giancarlo Fares. 
Tra gli interpreti Carlotta Proietti, figlia di Gigi Proietti